# Angelus Mortis
Angelus Mortis ist ein deutscher Dokumentarfilm aus dem Jahr 2007. Seine Uraufführung hatte er am 30. Oktober 2007 beim Internationalen Forum des Jungen Films in Leipzig.

## Handlung
Der Film porträtiert Hugo Höllenreiner, einen Überlebenden der menschenverachtenden Experimente Josef Mengeles.

## Kritiken
Laut Filmbewertungsstelle Wiesbaden findet er dabei „gelungene Wege, die Unmenschlichkeit der geschichtlichen Tatsachen mit der Menschlichkeit Höllenreiners zu kombinieren, ohne dabei eine effekthascherische Wirkung zu provozieren.“ Sie bezeichnet ihn als „ein stilsicheres, gut recherchiertes und historisch besonders wertvolles Dokument“ und verlieh ihm ihr Prädikat „besonders wertvoll“.
Volker Elis Pilgrim hob in seiner Analyse des Films seine „stille Unaufdringlichkeit“ hervor, die „in den Betrachtenden nicht nur Mitgefühl (entfalte), sondern (...) auch Zeit (lasse) zum Mitdenken“.

## Auszeichnungen
- Dokumentarfilm des Monats der FBW Wiesbaden
- Nominierung Wettbewerb „Generation Dok“ des 50. Internationalen Leipziger Festivals für Dokumentarfilme[4]

## Sonstiges
Der Film lief außerhalb von Deutschland auf dem Dokumentarfilmfestival GCDOK in Guangzhou, Volksrepublik China. Auch existiert eine Fassung mit englischsprachigen Untertiteln.
Die Lebensgeschichte von Hugo Höllenreiner hat die Autorin Anja Tuckermann in dem Buch „Denk nicht, wir bleiben hier“, München 2005, aufgeschrieben.